# Stanley-Cup-Playoffs 1936
Die Playoffs um den Stanley Cup des Jahres 1936 begannen am 24. März 1936 und endeten am 11. April 1936 mit dem 3:1-Erfolg der Detroit Red Wings gegen die Toronto Maple Leafs. Die Red Wings errangen damit ihren ersten Titel der Franchise-Geschichte, nachdem sie 1934 bereits einmal das Endspiel erreicht hatten und dort an den Chicago Black Hawks gescheitert waren. Die Maple Leafs, die mit Buzz Boll den Topscorer der Playoffs in ihren Reihen hatten, bestritten ihr viertes Stanley-Cup-Finale in den letzten fünf Jahren und mussten dabei die dritte Niederlage hinnehmen. Darüber hinaus wurde 1936 das bis heute längste Playoff-Spiel der NHL-Historie bestritten, so endete die erste Partie der Halbfinalserie zwischen Detroit und den Montreal Maroons nach 176 Minuten und 30 Sekunden durch ein Tor von Mud Bruneteau in der sechsten Overtime.

## Modus
Für die Playoffs qualifizierten sich die jeweils drei besten Teams der beiden Divisionen. Die beiden Divisionssieger spielten in einem ersten Halbfinale direkt einen der beiden Finalteilnehmer aus. Die vier übrigen Teams standen sich in zwei Viertelfinals gegenüber, wobei die beiden Divisionszweiten sowie die beiden Divisionsdritten aufeinandertrafen. Die Viertelfinals mündeten schließlich im zweiten Halbfinale, das den zweiten Finalteilnehmer ermittelte. Dabei wurde das erste Halbfinale sowie das Stanley-Cup-Finale im Best-of-Five-Modus ausgetragen, während in der zweiten Halbfinalserie bereits zwei Siege zum Weiterkommen reichten und somit im Best-of-Three-Modus gespielt wurde. In den beiden Viertelfinalserien wurden unterdessen grundsätzlich zwei Spiele ausgetragen und dabei nur die Tordifferenz als Kriterium berücksichtigt, sodass auch Unentschieden möglich waren.
In Serien mit Best-of-Five-Modus hatte das niedriger gesetzte Team in den ersten beiden Spielen Heimrecht, bevor die höher gesetzte Mannschaft drei Heimspiele in Folge bestritt. In Serien mit Best-of-Three-Modus wechselte das Heimrecht von Spiel zu Spiel, sodass die höher gesetzte Mannschaft im ersten und im entscheidenden dritten Spiel vor heimischem Publikum spielte. In den Viertelfinals mit nur zwei Partien richtete jedes Team ein Heimspiel aus. Anzumerken ist jedoch, das von der dargestellten Verteilung des Heimrechts aus verschiedenen Gründen regelmäßig abgewichen wurde.
Bei Spielen, die nach der regulären Spielzeit von 60 Minuten unentschieden blieben, folgte die Overtime. Sie endete durch das erste erzielte Tor (Sudden Death). Von dieser Regelung ausgenommen waren die Viertelfinalspiele, die Unentschieden enden konnten und nur in die Overtime gingen, sofern die Tordifferenz am Ende des zweiten Spiels keinen Sieger hervorgebracht hatte.

## Qualifizierte Teams
| Canadian Division - (C1) Montreal Maroons - (C2) Toronto Maple Leafs - (C3) New York Americans | American Division - (A1) Detroit Red Wings - (A2) Boston Bruins - (A3) Chicago Black Hawks |

## Playoff-Baum
|  | Viertelfinale | Viertelfinale       | Viertelfinale       |                    |                     | Halbfinale | Halbfinale        | Halbfinale |  |  | Stanley-Cup-Finale | Stanley-Cup-Finale | Stanley-Cup-Finale |
|  |               |                     |                     |                    |                     |            |                   |            |  |  |                    |                    |                    |
|  |               |                     |                     |                    |                     |            |                   |            |  |  |                    |                    |                    |
|  |               |                     |                     |                    |                     |            |                   |            |  |  |                    |                    |                    |
|  | C1            | Montreal Maroons    | 0                   |                    |                     |            |                   |            |  |  |                    |                    |                    |
|  | C1            | Montreal Maroons    | 0                   |                    |                     |            |                   |            |  |  |                    |                    |                    |
|  |               |                     | A1                  | Detroit Red Wings  | 3                   |            |                   |            |  |  |                    |                    |                    |
|  |               |                     |                     | Detroit Red Wings  | 3                   |            |                   |            |  |  |                    |                    |                    |
|  |               |                     |                     |                    |                     |            |                   |            |  |  |                    |                    |                    |
|  |               |                     |                     |                    |                     |            |                   |            |  |  |                    |                    |                    |
|  |               |                     |                     |                    |                     | A1         | Detroit Red Wings | 3          |  |  |                    |                    |                    |
|  |               | C2                  | Toronto Maple Leafs | 1                  |                     |            |                   |            |  |  |                    |                    |                    |
|  | C2            | Toronto Maple Leafs | 18                  |                    |                     |            |                   |            |  |  |                    |                    |                    |
|  | A2            | Boston Bruins       | 16                  |                    |                     |            |                   |            |  |  |                    |                    |                    |
|  | A2            | Boston Bruins       | 16                  | C2                 | Toronto Maple Leafs | 2          |                   |            |  |  |                    |                    |                    |
|  |               |                     |                     | C2                 | Toronto Maple Leafs | 2          |                   |            |  |  |                    |                    |                    |
|  |               |                     | C3                  | New York Americans | 1                   |            |                   |            |  |  |                    |                    |                    |
|  | C3            | New York Americans  | C3                  | New York Americans | 1                   | 17         |                   |            |  |  |                    |                    |                    |
|  | C3            | New York Americans  |                     |                    |                     |            |                   |            |  |  |                    |                    |                    |
|  | A3            | Chicago Black Hawks | 15                  |                    |                     |            |                   |            |  |  |                    |                    |                    |

## Viertelfinale

### (C2) Toronto Maple Leafs – (A2) Boston Bruins
| 24. März 1936 | Boston Bruins Jim O’Neil (22:40) Eddie Shore (33:28) Lorne Duguid (48:58) | 3:0 (0:0, 2:0, 1:0) Spielbericht Stand: 1:0 | Toronto Maple Leafs | Boston Garden, Boston, Massachusetts |

| 26. März 1936 | Toronto Maple Leafs King Clancy (27:25) Charlie Conacher (27:55) Red Horner (31:35) Charlie Conacher (36:55) Busher Jackson (37:58) Buzz Boll (39:13) Charlie Conacher (50:58) Buzz Boll (52:53) | 8:3 (0:1, 6:1, 2:1) Spielbericht Stand: 1:1 Tordifferenz: 8:6 | Boston Bruins Bill Cowley (1:36) Bill Cowley (39:48) Cooney Weiland (52:02) | Maple Leaf Gardens, Toronto, Ontario |

### (A3) Chicago Black Hawks – (C3) New York Americans
| 24. März 1936 | New York Americans Sweeney Schriner (1:35) Sweeney Schriner (16:40) Lorne Carr (49:52) | 3:0 (2:0, 0:0, 1:0) Spielbericht Stand: 1:0 | Chicago Black Hawks | Madison Square Garden, New York City, New York |

| 26. März 1936 | Chicago Black Hawks Mush March (10:30) Earl Seibert (35:45) Mush March (38:58) Elwin Romnes (56:18) Earl Seibert (58:22) | 5:4 (1:2, 2:1, 2:1) Spielbericht Stand: 1:1 Tordifferenz: 5:7 | New York Americans Harry Oliver (11:55) Joe Jerwa (12:26) Eddie Wiseman (39:42) Sweeney Schriner (55:30) | Chicago Stadium, Chicago, Illinois |

## Halbfinale

### (A1) Detroit Red Wings – (C1) Montreal Maroons
| 24. März 1936 | Montreal Maroons | 0:1 n. V. (0:0, 0:0, 0:0, 0:0, 0:0, 0:0, 0:0, 0:0, 0:1) Spielbericht Stand: 0:1 | Detroit Red Wings Mud Bruneteau (176:30) | Forum de Montréal, Montréal, Québec |

| 26. März 1936 | Montreal Maroons | 0:3 (0:0, 0:0, 0:3) Spielbericht Stand: 0:2 | Detroit Red Wings Syd Howe (49:48) Herbie Lewis (56:58) Larry Aurie (59:20) | Forum de Montréal, Montréal, Québec |

| 28. März 1936 | Detroit Red Wings John Sorrell (34:00) Ralph Bowman (44:08) | 2:1 (0:1, 1:0, 1:0) Spielbericht Stand: 3:0 | Montreal Maroons Gus Marker (12:02) | Detroit Olympia, Detroit, Michigan |

### (C2) Toronto Maple Leafs – (C3) New York Americans
| 28. März 1936 | Toronto Maple Leafs Buzz Boll (46:22) Busher Jackson (46:56) Buzz Boll (52:17) | 3:1 (0:0, 0:1, 3:0) Spielbericht Stand: 1:0 | New York Americans Eddie Wiseman (20:30) | Maple Leaf Gardens, Toronto, Ontario |

| 31. März 1936 | New York Americans Joe Jerwa (36:15) | 1:0 (0:0, 1:0, 0:0) Spielbericht Stand: 1:1 | Toronto Maple Leafs | Madison Square Garden, New York City, New York |

| 2. April 1936 | Toronto Maple Leafs Busher Jackson (14:26) Bill Thoms (52:51) King Clancy (58:33) | 3:1 (1:1, 0:0, 2:0) Spielbericht Stand: 2:1 | New York Americans Nels Stewart (15:24) | Maple Leaf Gardens, Toronto, Ontario |

## Stanley-Cup-Finale

### (A1) Detroit Red Wings – (C2) Toronto Maple Leafs
| 5. April 1936 | Detroit Red Wings Wilfred McDonald (4:53) Syd Howe (5:37) Wally Kilrea (12:05) | 3:1 (3:1, 0:0, 0:0) Spielbericht Stand: 1:0 | Toronto Maple Leafs Buzz Boll (12:15) | Detroit Olympia, Detroit, Michigan |

| 7. April 1936 | Detroit Red Wings Wally Kilrea (1:30) Marty Barry (4:25) Herbie Lewis (10:05) Wilfred McDonald (16:55) John Sorrell (27:15) Gord Pettinger (29:10) John Sorrell (47:30) Gord Pettinger (52:05) Wilfred McDonald (57:15) | 9:4 (4:1, 2:1, 3:2) Spielbericht Stand: 2:0 | Toronto Maple Leafs Buzz Boll (12:35) Joe Primeau (34:00) Bill Thoms (49:40) Bob Davidson (56:10) | Detroit Olympia, Detroit, Michigan |

| 9. April 1936 | Toronto Maple Leafs Joe Primeau (53:09) Pep Kelly (55:20) Pep Kelly (59:19) Buzz Boll (60:30) | 4:3 n. V. (0:1, 0:1, 3:1, 1:0) Spielbericht Stand: 1:2 | Detroit Red Wings Ralph Bowman (9:23) Mud Bruneteau (21:05) Syd Howe (51:15) | Maple Leaf Gardens, Toronto, Ontario |

| 11. April 1936 | Toronto Maple Leafs Joe Primeau (15:10) Bill Thoms (50:57) | 2:3 (1:0, 0:2, 1:1) Spielbericht Stand: 1:3 | Detroit Red Wings Ebbie Goodfellow (29:55) Marty Barry (30:38) Pete Kelly (49:45) | Maple Leaf Gardens, Toronto, Ontario |

### Stanley-Cup-Sieger
| Stanley-Cup-Sieger Detroit Red Wings | Torhüter: Normie Smith Verteidiger: Ralph Bowman, Ebbie Goodfellow, Wilfred McDonald, Doug Young (C) Angreifer: Larry Aurie, Marty Barry, Mud Bruneteau, Syd Howe, Pete Kelly, Hec Kilrea, Wally Kilrea, Herbie Lewis, Gord Pettinger, John Sorrell Cheftrainer & General Manager: Jack Adams |

## Beste Scorer
Abkürzungen: GP = Spiele, G = Tore, A = Assists, Pts = Punkte, PIM = Strafminuten; Fett: Bestwert
| Spieler          | Team         | GP | G | A | Pts | PIM |
| ---------------- | ------------ | -- | - | - | --- | --- |
| Buzz Boll        | Toronto      | 9  | 7 | 3 | 10  | 2   |
| Bill Thoms       | Toronto      | 9  | 3 | 5 | 8   | 0   |
| John Sorrell     | Detroit      | 7  | 3 | 4 | 7   | 0   |
| Joe Primeau      | Toronto      | 9  | 3 | 4 | 7   | 0   |
| Syd Howe         | Detroit      | 7  | 3 | 3 | 6   | 2   |
| Marty Barry      | Detroit      | 7  | 2 | 4 | 6   | 2   |
| Busher Jackson   | Toronto      | 9  | 3 | 2 | 5   | 4   |
| Charlie Conacher | Toronto      | 9  | 3 | 2 | 5   | 12  |
| Mush March       | Chicago      | 2  | 2 | 3 | 5   | 0   |
| Joe Jerwa        | NY Americans | 5  | 2 | 3 | 5   | 2   |
| Herbie Lewis     | Detroit      | 7  | 2 | 3 | 5   | 0   |
| Pep Kelly        | Toronto      | 9  | 2 | 3 | 5   | 6   |

## Beste Torhüter
Die kombinierte Tabelle zeigt die drei besten Torhüter in der Kategorie Gegentorschnitt sowie den jeweils Führenden in Shutouts und Siegen.
Abkürzungen: GP = Spiele, Min = Eiszeit (in Minuten), W = Siege, L = Niederlagen, GA = Gegentore, SO = Shutouts, GAA = Gegentorschnitt; Fett: Bestwert; Sortiert nach Gegentorschnitt.
Erfasst werden nur Torhüter mit 120 absolvierten Spielminuten.
| Spieler      | Team         | GP | Min    | W | L | GA | SO | GAA  |
| ------------ | ------------ | -- | ------ | - | - | -- | -- | ---- |
| Lorne Chabot | Montréal     | 3  | 296:30 | 0 | 3 | 6  | 0  | 1,21 |
| Normie Smith | Detroit      | 7  | 537:00 | 6 | 1 | 12 | 2  | 1,34 |
| Roy Worters  | NY Americans | 5  | 300:00 | 2 | 3 | 11 | 2  | 2,20 |